# Trichoxys pellitus
Trichoxys pellitus är en skalbaggsart som först beskrevs av White 1855.  Trichoxys pellitus ingår i släktet Trichoxys och familjen långhorningar. Inga underarter finns listade i Catalogue of Life.